# José Cardoso Ramalho Júnior
José Cardoso Ramalho Júnior (Amazonas, 7 de abril de 1866 — Rio de Janeiro, 18 de setembro de 1952) foi um militar e político brasileiro.
Descendente de portugueses. Filho de José Cardoso Ramalho e de Maria Francisca da Conceição, Ramalho Júnior cursou a escola primária em Manaus e terminou os estudos em Portugal. De volta ao Amazonas empregou-se no comércio e pouco depois entrou para a política, ligado ao Partido Democrata, e elegeu-se deputado estadual. Seguindo também a carreira militar, chegou a coronel do Exército. Em 1896 foi eleito vice-governador do Amazonas, ao lado do governador Fileto Pires Ferreira, que ganhou a eleição mediante manobra política articulada por Eduardo Ribeiro. Tomaram posse em 23 de julho. No ano seguinte instituiu o brasão de armas do estado do Amazonas.
Em 4 de abril de 1898, quando o governador Pires Ferreira viajou a Paris para cuidar de problemas de saúde, Ramalho Júnior assumiu interinamente o governo. Por meio de uma articulação dos congressistas, um falso pedido de renúncia de Pires Ferreira foi posto em circulação e rapidamente aceito pelos deputados. Apesar das tentativas de retornar ao posto, Pires Ferreira teve seu afastamento confirmado. Foi governador do Amazonas até 23 de julho de 1900.
Ao assumir o governo, Ramalho Júnior incluiu a conclusão do Palácio da Justiça entre as prioridades de seu programa de obras. O edifício foi inaugurado em 1900. Teve participação na Revolução Acriana, empreendendo grandes esforços militares e investindo recursos a fim de não perder o território para a Bolívia e, posteriormente, na criação da República do Acre, financiando secretamente a Junta Revolucionária de Luis Gálvez, que proclamou o Estado Independente do Acre.
Casado três vezes, sua última esposa foi Leonarda Antônia Malcher. Teve três filhas. Entre 1914 e 1917 participou das atividades da maçonaria, chegando a ocupar o posto de grão-mestre da loja Esperança e Porvir em Manaus.